# José Francisco Cevallos junior
José Francisco Cevallos Enríquez (* 18. Januar 1995 in Guayaquil) ist ein ecuadorianischer Fußballspieler auf der Position eines Mittelfeldspielers. Er ist der Sohn von José Francisco Cevallos senior und Neffe von Alex Cevallos.

## Karriere

### Verein
Der Anfang des Jahres 1995 in der größten Stadt Ecuadors in einer Fußballerfamilie geborene José Francisco Cevallos junior, benannt nach seinem gleichnamigen Vater, begann seine aktive Karriere als Fußballspieler noch in jungen Jahren, als er anfangs wahrscheinlich ausschließlich seinem Heimatverein Panamá SC angehörte. Diesen verließ er, nachdem er 2007 noch einige Spiele in der vereinseigenen U-12-Mannschaft absolviert hatte, zum Jahreswechsel 2008 und wechselte stattdessen in den Nachwuchsbereich des erfolgreichen Hauptstadtvereins LDU Quito, bei dem er rasch den Weg durch die verschiedenen Jugendspielklassen fand, jedoch in seinem ersten Jahr vorwiegend im U-14-Team eingesetzt wurde, indem er es auf 13 Meisterschaftseinsätze brachte. Obwohl er 2009 noch immer im U-14-Kader des Klubs aufschien, kam der junge Offensivakteur in diesem Jahr zu 30 Einsätzen in der U-16-Mannschaft, sowie zu einem Ligaspiel im U-18-Kader, obgleich er zu diesem Zeitpunkt gerade einmal 14 Jahre alt war. Als 15-Jähriger schaffte er es, vor allem durch seinen Vater, der beim Klub seine Karriere ausklingen ließ und seinen Sohn 2008 zu sich in den Verein holte, erstmals in den Profikader des ecuadorianischen Erstligisten und saß für diesen von Oktober bis Dezember 2010 in drei Ligaspielen der Serie A auf der Ersatzbank. Zudem wurde er in diesem Jahr in zwölf Spielen der U-18-Mannschaft sowie in 21 Partien des Reservekaders (der U-19 bzw. U-20) eingesetzt.
Nachdem sich LDU Quito im Spieljahr 2010 als ecuadorianischer Meister feiern ließ, kam José Francisco Cevallos Enríquez im darauffolgenden Spieljahr 2011 zu seinen ersten Einsätzen im Herrenfußball, obwohl er noch immer in den verschiedenen Jugendmannschaften des Klubs aktiv war. Sein Profidebüt gab der junge Mittelfeldakteur etwa zwei Wochen nach seinem 16. Geburtstag, als er bei der 0:1-Auswärtsniederlage gegen Centro Deportivo Olmedo von Beginn an spielte und zur Halbzeitpause durch den mehrfachen Internationalen Fernando Hidalgo ausgewechselt wurde. Bereits bei seinem zweiten Einsatz eine Woche später traf Cevallos beim klaren 3:0-Erfolg über Rekordmeister Barcelona SC Guayaquil kurz vor dem Seitenwechsel zur 2:0-Führung seines Teams. Bis dato (Stand: 2. Oktober 2011) wurde José Francisco Cevallos Enríquez in acht Ligaspielen eingesetzt, saß zwei weitere Mal ohne Einsatz auf der Ersatzbank und erzielte einen Treffer. Bei all seinen Einsätzen agierte er von Beginn an und wurde jeweils erst im Laufe des Spiels ausgewechselt. Zudem absolvierte er bisher im Jahre 2011 ein Meisterschaftsspiel für die vereinseigene U-16-Mannschaft sowie weitere acht Ligaspiele für die Reservemannschaft in der U-19-Liga.
Im Januar 2013 vermeldete der italienische Rekordmeister Juventus Turin Cevallos' Verpflichtung. Der Ecuadorianer wurde ausgeliehen und eine Kaufoption vereinbart.

### Nationalmannschaft
Seit dem Jahre 2011 ist Cevallos fixer Bestandteil der ecuadorianischen U-17-Nationalmannschaft, in der er von Beginn an als Stammspieler in der Angriffsreihe des Teams eingesetzt wird und dabei auch als Torschütze sehr erfolgreich ist. Der Sohn des legendären ecuadorianischen Teamtorhüters, der in seinem Heimatland vor allem unter dem Spitznamen Las Manos de Ecuador (dt.: Die Hände Ecuadors) bekannt ist, kam bis dato (Stand: 12. Oktober 2011) zu mindestens elf Länderspieleinsätzen und sechs Treffern für sein Heimatland im U-17-Dress. Über die U-17-Fußball-Südamerikameisterschaft, die im Jahre 2011 im eigenen Land ausgetragen wurde, bei der Cevallos zu sieben Auftritten kam und in den letzten drei Spielen jeweils einen Treffer erzielte, sowie in weiteren zwei Begegnungen ohne Einsatz auf der Ersatzbank saß, qualifizierte sich Ecuadors U-17 als Viertplatzierter für die Teilnahme an der U-17-Fußball-Weltmeisterschaft 2011 in Mexiko. An dieser nahm der Spross der einzigen Torwartgröße ebenfalls teil und wurde in allen vier Begegnungen seines Teams eingesetzt. Über die Gruppenphase kamen die Ecuadorianer bis ins Achtelfinale, wo sie jedoch den gleichaltrigen Brasilianern mit 0:2 unterlegen waren und so noch frühzeitig aus dem Bewerb ausschieden. Cevallos erzielte beim 2:1-Erfolg über Panama und beim 2:0-Sieg über Burkina Faso jeweils einen Treffer.

## Spielstil
José Francisco Cevallos junior, der von Beginn seiner Karriere an als Feldspieler in Erscheinung trat und im Kindesalter nur ganz kurz auch auf der Torhüterposition anzutreffen war, wurde schon von klein auf ein gewisses Talent zugesprochen. So wurden bereits früh seine Spielmacherqualitäten entdeckt, die sich vor allem in seiner Spielübersicht und dem guten Passspiel zeigten. Zudem wird seine gute Technik, die intelligente Spielweise und das Übernehmen von Verantwortung gelobt.